# Walter Schiller (Mediziner)
Walter Schiller (* 3. Dezember 1887 in Wien, Kaisertum Österreich; † 2. Mai 1960 in Evanston, USA) war ein österreichisch-amerikanischer Mediziner, nach dem ein von ihm entwickelter Test auf Tumorzellen benannt ist.

## Leben
Schiller war das einzige Kind des Kommerzialrats Friedrich Schiller und dessen Frau Emma.
Während seines Studiums in Wien war er als Assistent für Physiologie bei Siegmund Exner sowie in der Pathologie für Anton Weichselbaum tätig.
1912 promovierte er an der Universität Wien zum Dr. med. Im selben Jahr arbeitete er als Bakteriologe im Dienste der Bulgarischen Armee während des Balkankrieges. Im Ersten Weltkrieg tat er Dienst als Medizinaloffizier der Österreichisch-Ungarischen Armee und war dort mit der Leitung eines medizinischen Labors betraut; er kam in Bosnien, Russland, der Türkei und Palästina zum Einsatz. Nach Ende des Ersten Weltkrieges arbeitete er von 1918 bis 1921 als Pathologe am zweiten Wiener Militärkrankenhaus.
Von 1921 bis 1936 war er Laborleiter an der zweiten Universitätsfrauenklinik der Universität Wien; dort führte er seine akribischen Studien zu Gebärmuttertumoren durch und entwickelte dabei seinen Iod-Test. Die Ergebnisse wurden 1927 in deutscher und 1933 in englischer Sprache publiziert.
Aufgrund der Bedrohung durch den Nationalsozialismus (Schiller war jüdischer Abstammung) emigrierte er 1937 mit seiner Frau und seinen beiden jungen Töchtern in die Vereinigten Staaten von Amerika. Dort nahm er 1937 und 1938 die Tätigkeit als Laborleiter am jüdischen Krankenhaus von New York auf, von 1938 bis 1944 war er als Direktor der Abteilung für anatomische Pathologie am Cook County Krankenhaus in Chicago tätig.
Sein bekanntester wissenschaftlicher Beitrag war die Entwicklung der so genannten Schiller’schen Jodprobe zum Nachweis glykogenarmer Zellen im Epithel des Muttermundes, zur Früherkennung eines Plattenepithelkarzinoms. Dieser wird auch „Schiller-Test“ genannt.
Außerdem war er zusammen mit Mathias-Marie Duval Entdecker der Schiller-Duval-Körperchen, einer zytologischen Struktur, die als typisches Merkmal bestimmter Hodentumoren im Kindesalter auftritt.